# 제휴 네트워크
제휴 네트워크란 쿠팡, 이베이, 아마존처럼 자체 상품 또는 서비스를 블로거나 웹사이트 운영자, 소셜 네트워크 등 사람이 보고, 듣고, 읽을 수 있는 모든 매개체에서 대신 추천하게 하고 그 링크를 타고 구매를 할 경우 링크 추천자에게 일정 수준의 커미션을 주는 플랫폼을 말한다.

### 참여 가능한 대표적인 세계 제휴 네트워크
아마존
이베이
CJ
Awin

## 같이 보기
- 제휴 마케팅